# Govea
Govea es una localidad cubana del municipio de San Antonio de los Baños, perteneciente a la provincia de Artemisa.

## Historia
Hacia mediados del siglo XIX, el lugar tenía contabilizada una población de veintiocho habitantes. Aparece descrito en el segundo tomo del Diccionario geográfico, estadístico, histórico, de la isla de Cuba de Jacobo de la Pezuela con las siguientes palabras:

Govea. (caserio de) Está situado en la estremidad N. E. del partido de San Antonio de los Baños y J. del mismo nombre, en terreno llano y saludable, junto á la orilla izquierda del rio Govea, á poco mas de 2 leguas provinciales al N. E. de la villa cabecera, á 1 ½ al S. O. de la ciudad de Santiago de las Vegas, y á poco mas de media de la estacion llamada del Rincon en el ferro-carril de la capital á Güines, desde la cual arranca el ramal que desde ella se destaca para San Antonio y Guajanay. Reducido hoy á seis pobres viviendas con una taberna tienda mista sobre el antiguo camino de Santiago á San Antonio, contaba en el pasado siglo mas de ciento, habitadas por los vegueros que cultivaron junto á las márgenes del rio muchas vegas, cuyas cosechas llevaban á la factoría de la capital. Tuvo tambien su iglesia rústica, y todo empezó á decaer y aun á desaparecer desde que abandonó el cultivo del tabaco en 1770 á estos terrenos para trasladarse á los de la Vuelta Abajo y de Pinar del Rio. Los datos de 1858 consignaron á este pequeño caserío por todo vecindario 28 individuos de toda edad, sexo y condicion, ocupados en la agricultura, en el torcido del tabaco y en la esplotacion de una taberna tienda mista.
(Pezuela, 1863, p. 419)

En la actualidad, pertenece al municipio de San Antonio de los Baños. En el año 2002, según el Censo de Población y Viviendas, tenía 93 habitantes.